# 大枝直臣
大枝 直臣（おおえ の なおおみ）は、平安時代初期から前期にかけての貴族。名は真臣とも記される。能登守・大枝真仲の子孫とする系図がある。官位は従五位下・駿河権守。

## 経歴
承和13年（846年）従五位下に叙爵し、備後守に任ぜられる。嘉祥2年（849年）備後守に重任。
斉衡3年（856年）鼓吹正に任ぜられると、のち玄蕃頭・諸陵頭と文徳朝末にかけて京官を歴任する。天安3年（859年）河内守に転じると、貞観3年（861年）越中介次いで駿河権守と、清和朝では再び地方官を務めている。
『経国集』に漢詩作品が採録されている。

## 官歴
『六国史』による。
- 時期不詳：正六位上
- 承和13年（846年） 正月7日：従五位下。正月13日：備後守
- 嘉祥2年（849年） 正月13日：備後守
- 斉衡3年（856年） 2月8日：鼓吹正
- 天安元年（857年） 11月25日：玄蕃頭。12月9日：諸陵頭
- 天安3年（859年） 2月13日：河内守
- 貞観3年（861年） 正月13日：越中介。2月25日：駿河権守